# Hope Hicks
Hope Hicks (Greenwich, Connecticut; 21 de octubre de 1988) es una consultora de relaciones públicas estadounidense. Fue la Directora de Comunicaciones de la Casa Blanca para el presidente Donald Trump hasta el 29 de marzo de 2018. De enero a septiembre de 2017, se desempeñó como Directora de Comunicaciones Estratégicas de la Casa Blanca, un papel creado para ella. Anteriormente fue secretaria de prensa y directora de comunicaciones para la campaña presidencial de Trump en 2016, así como secretaria de prensa nacional para su equipo de transición presidencial, y antes era empleada de The Trump Organization. Ella era la ayudante política más antigua de Trump al momento de su renuncia.
El 27 de febrero de 2018, Hicks testificó ante el Congreso que ella había dicho «mentiras blancas» en nombre de Trump. Al día siguiente, Hicks anunció su intención de renunciar como Directora de Comunicaciones de la Casa Blanca.

## Primeros años
Hicks es hija de Paul Burton Hicks III y Caye Ann Cavender. Su padre fue director ejecutivo regional en América de Ogilvy Public Relations Worldwide y vicepresidente ejecutivo de comunicaciones de la National Football League de 2010 a 2015, antes de convertirse en director general de Glover Park Group. Creció en Greenwich, Connecticut.
Hicks fue una modelo adolescente, apareciendo en la revista Greenwich en 2002. Luego posó para una campaña de Ralph Lauren con su hermana mayor Mary Grace, y fue el rostro de las novelas Hourglass Adventures, sobre una niña de 10 años que viajaba en el tiempo. Ella fue la modelo de portada de The It Girl (2005), la primera novela de la serie de Cecily von Ziegesar.
Hicks asistió a Greenwich High School, donde fue cocapitana del equipo de lacrosse, y se graduó en 2006. Luego asistió a la Universidad Metodista del Sur, donde se especializó en inglés y jugó en un programa de club de lacrosse que ayudó a comenzar. Se graduó en 2010.

## Carrera
Hicks comenzó relaciones públicas con la firma de Nueva York, Zeno Group.
Hicks comenzó a trabajar para la firma de relaciones públicas Hiltzik Strategies en 2012, después de reunirse con el fundador de la firma en un evento de Super Bowl, trabajando para, entre otros la cliente de Hiltzik Ivanka Trump, hija de Donald Trump, en su línea de moda, y luego en otras empresas de Trump.
En agosto de 2014, se unió a The Trump Organization a tiempo completo. Hicks trabajó para Ivanka Trump dentro de Trump Tower, ayudando a expandir su marca de moda (la colección Ivanka Trump) y modelando para su tienda en línea. En octubre de 2014, comenzó a trabajar directamente para Donald Trump en The Trump Organization.
En enero de 2015, Donald Trump eligió a Hicks, que tenía 26 años en ese momento, para el papel de secretaria de prensa para su potencial campaña presidencial. Trump la llamó a su oficina y, de acuerdo con como ella lo describió, «el Sr. Trump me miró y dijo: 'Estoy pensando en postularme para presidente, y vas a ser mi secretaria de prensa'». Hasta esa vez, ella nunca había trabajado en política ni se había ofrecido como voluntaria en una campaña. Después de las primeras victorias primarias de Trump, se le pidió a Hicks que eligiera entre quedarse con The Trump Organization o trabajar en la campaña a tiempo completo. Inicialmente decidió abandonar la campaña, pero Trump la convenció de quedarse y se quedó como secretaria de prensa.
Durante la campaña, ella desempeñó el papel de guardiana ante miembros de la prensa que querían hablar con Trump, manejando más de 250 solicitudes por día y decidiendo qué periodistas se les permitiría hablar con él. Hicks también tomaba dictado de Trump para sus tuits, para luego enviar el texto a otra persona de la organización Trump que enviaba los tuits desde la cuenta oficial de Trump. Cuando estaba en la ciudad de Nueva York, ella pasaba la mayor parte de su día en la oficina de Trump, atendiendo consultas de la prensa y tomando dictados de él para tuitear.
El 22 de diciembre de 2016, se anunció que Hicks se convertiría en parte de la administración Trump, en el nuevo cargo de Directora de Comunicaciones Estratégicas de la Casa Blanca. En enero de 2017, Hicks se incluyó en la lista de Forbes 30 Under 30, habiendo «servido como equipo de prensa de una mujer para la histórica campaña presidencial de Trump».
El 16 de agosto de 2017, fue nombrada de manera interina Directora de Comunicaciones de la Casa Blanca (el último Director fue Anthony Scaramucci). Politico la calificó como la «intocable Hope Hicks», ya que se la consideraba una de las pocas funcionarias de la Casa Blanca cuyo trabajo era seguro, y una de los únicos dos funcionarios de comunicaciones de la Casa Blanca que Scaramucci había anunciado permanecerían definitivamente cuando fue contratado por primera vez. Fue nombrada Directora de Comunicaciones permanente de la Casa Blanca el 12 de septiembre de 2017.
El 27 de febrero de 2018, Hicks dio nueve horas de testimonio a puertas cerradas ante el Comisión de Inteligencia de la Cámara. Según los informes, reconoció que a veces tenía que decir «mentiras blancas» en su trabajo como directora de comunicaciones, pero se negó a responder a ninguna pregunta sobre su tiempo en la Casa Blanca. Al día siguiente, la Casa Blanca confirmó al The New York Times que Hicks planeaba renunciar. Según «múltiples fuentes», ella había estado planeando renunciar por meses, y su anuncio no estaba relacionado con los eventos de las 24 horas anteriores.

## Vida personal
Hicks y su hermana vivían en Greenwich, Connecticut, pero ella dividió su tiempo entre un apartamento allí y un apartamento en Manhattan. Cuando Trump fue elegido, ella se mudó a Washington D. C.
Se reportó que las demandas de la campaña Trump causaron una separación entre Hicks y un novio de seis años. Hicks tuvo una relación con el gerente de campaña de Trump Corey Lewandowski, a pesar de que este todavía estaba casado. Más tarde comenzó una relación con el exsecretario de personal de la Casa Blanca Rob Porter, del que se separó en 2018.